# Om våld
Om våld (internationell titel Concerning Violence) är en svensk dokumentärfilm från 2014 i regi av Göran Hugo Olsson.

## Handling
Om våld bygger på Frantz Fanons bok Jordens fördömda (1961) och är uppdelad i nio kapitel. Filmen skildrar avgörande ögonblick i Tredje världens frigörelsekamp. I filmen använder Olsson arkivmaterial filmat i Afrika av svenska dokumentärfilmare och journalister mellan åren 1966 och 1987.

## Om filmen
Om våld var Olssons första sedan 2011 års The Black Power Mixtape 1967–1975. Filmen producerades av Annika Rogell och Tobias Janson för Story AB, i samproduktion med Sveriges Television AB, New York-baserade Louverture Films LLC, Helsinki-filmi Oy, Final Cut for Real och Oy Yleisradio AB. Filmen mottog produktionsstöd från Stiftelsen Svenska Filminstitutet, Suomen Elokuvasäätiö, Det Danske Filminstitut, Nordisk Film- & TV-Fond och MEDIA Programme of the European Community. Den distribueras av Folkets Bio.
Filmen premiärvisades den 17 januari 2014 på Sundance Film Festival i USA. Den 30 januari hade den Sverigepremiär på Göteborgs filmfestival och den 31 mars 2014 visades den på Hong Kong International Film Festival. Den beräknad att ha svensk biopremiär den 15 augusti 2014.
På Berlins filmfestival 2014 belönades filmen med Cinema Fairbindet Prize. Den nominerades till pris för bästa dokumentärfilm vid Sundance Film Festival 2014 och Hong Kong International Film Festival 2014. Den nominerades även till pris för bästa nordiska dokumentär vid Göteborgs filmfestival.
Lauryn Hill är filmens berättarröst.